# (16158) Monty
(16158) Monty est un astéroïde de la ceinture principale.

## Description
(16158) Monty est un astéroïde de la ceinture principale. Il fut découvert le 5 janvier 2000 à Fountain Hills (Arizona) par Charles W. Juels. Il présente une orbite caractérisée par un demi-grand axe de 2,66 UA, une excentricité de 0,20 et une inclinaison de 3,0° par rapport à l'écliptique.

## Compléments